# 보이즈 & 걸즈 (텔레비전 프로그램)
《보이즈 & 걸즈》는 투니버스에서 방영된 어린이 예능 프로그램이다.
《스트레스 제로구역 날려버려》의 전신 프로그램이다.

## 기획 의도
훈남 훈녀가 되고 싶은 10대들을 위한 초특급 지침서를 표방하는 버라이어티 프로그램이다.

## 출연자

### 보이즈
- 박시진
- 서동현
- 이탁수

### 걸즈
- 김시은
- 박서연
- 류한비